# Municipio de Greeley (condado de Audubon)
El municipio de Greeley (en inglés: Greeley Township) es uno de los doce municipios ubicados en el condado de Audubon en el estado estadounidense de Iowa. En el año 2000 el municipio tenía una población de 193 habitantes y una densidad poblacional de 2,1 personas por km².

## Geografía
El municipio de Greeley se encuentra ubicado en las coordenadas 41°38′54″N 94°47′48″O / 41.64833, -94.79667.